# Girolamo Mazzola Bedoli
Girolamo Mazzola Bedoli, italijanski slikar, * 1500, Parma, † 1569.